# Джузеппе Віталі
Джузеппе Віталі (італ. Giuseppe Vitali; 26 серпня 1875, Равенна — 29 лютого 1932, Болонья) — італійський математик, відомий своїми роботами в галузі математичного аналізу. Член-кореспондент Туринської академії наук (1928), Національної академії деї Лінчеї (1930) і Болонської академії наук (1931).

## Біографія і наукова діяльність
Навчався спочатку в Болонському, потім — у Пізанському університеті, який закінчив у 1899 році. Деякий час працював у Пізі викладачем і помічником Улісса Діні, потім змінив багато місць роботи (шкільний учитель, муніципальний чиновник, радник соціалістичної партії тощо).
У 1923 році повернувся до математики і став спочатку професором Моденського університету, у період 1924—1929 років працював професором Падуанського університету, з 1930 по 1932 роки — професор Болонського університету. З 1926 року тяжко хворів, але продовжував активно працювати. Його головна праця, «Сучасна теорія дійсних функцій» (італ. Moderna teoria delle funzoni d variabile reale) була завершена й опублікована посмертно, в 1935 році.
Фундаментальне значення мають кілька опублікованих Віталі понять і теорем, які увійшли в підручники математичного аналізу:
- Перший конкретний приклад невимірної за Лебегом множини дійсних чисел (множина Віталі).
- Поняття абсолютно неперервної функції.
- Теорема Віталі про покриття.
- Теорема Віталі про збіжність (комплексний аналіз).
- Теорема Віталі — Хана — Сакса.

Запропонував також багатовимірний варіант поняття варіації функції.
Ім'ям Віталі названо факультет чистої і прикладної математики Моденського університету і факультет математики Болонського університету.